# Сомов, Константин Андреевич
Константи́н Андре́евич Со́мов (18 [30] ноября 1869, Санкт-Петербург — 6 мая 1939, Париж) — русский живописец и график, мастер портрета и пейзажа, иллюстратор, один из основателей общества «Мир искусства» и одноимённого журнала. Академик Императорской Академии художеств (с 1913).

## Биография
Родился 18 (30) ноября 1869 года в семье служившего тогда при Императорской академии наук, впоследствии хранителя Эрмитажа, Андрея Ивановича Сомова. Его мать, Надежда Константиновна была хорошим музыкантом, широко образованным человеком.
В 1879—1888 годах учился в гимназии К. Мая вместе с А. Бенуа, В. Нувелем, Д. Философовым, с которыми позже участвовал в создании общества «Мир искусства». Сохранились мемуарные свидетельства о его любовных связях (camaraderie d’amour) с Философовым, Нувелем, М. Кузминым и другими деятелями «Серебряного века».

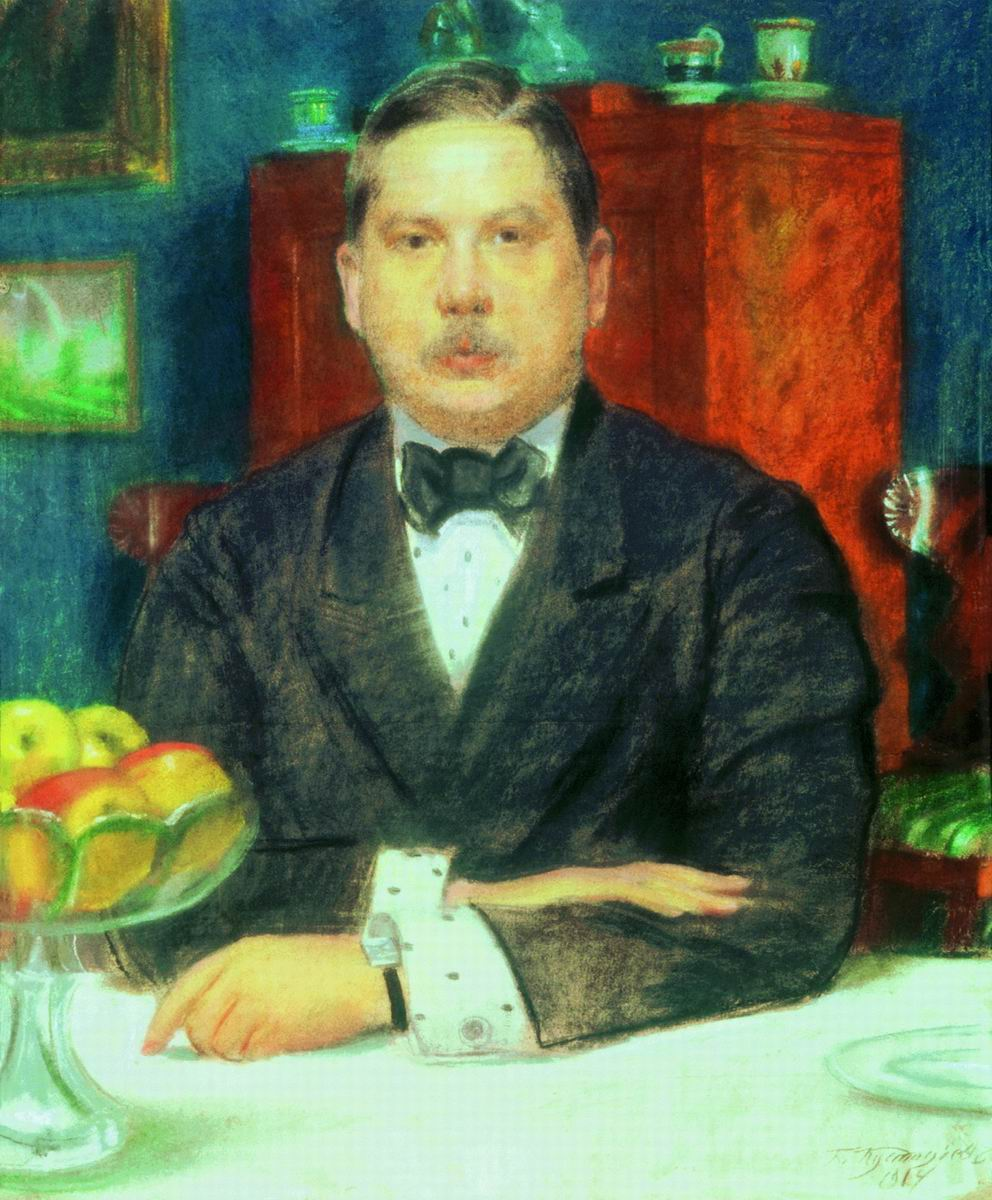
Б. Кустодиев. Портрет художника К. А. Сомова. 1914

С сентября 1888 года по март 1897 года учился в петербургской Академии художеств: основной курс — до 1892 года, затем, с октября 1894 года, занятия в мастерской И. Репина. В 1894 году впервые участвовал в выставке Общества русских акварелистов. В 1897 и 1898 годах занимался в Академии Коларосси в Париже.
Сомов принимал самое деятельное участие в оформлении журнала «Мир искусства», а также периодического издания «Художественные сокровища России» (1901—1907), издававшегося под редакцией А. Бенуа.
С 1897 года Сомов болел туберкулезом верхних дыхательных путей, его европейские поездки частично были связаны с его лечением.
Сомов известен как мастер книжной графики, создавший иллюстрации к «Графу Нулину» А. Пушкина (1899), повестям Н. Гоголя «Нос» и «Невский проспект» (1901). Ему же принадлежат обложки поэтических сборников К. Бальмонта «Жар-птица. Свирель славянина», В. Иванова «Cor Ardens», титульный лист книги А. Блока «Театр» и др.
Влюблённый в XVIII столетие, Сомов-график осваивал старинные техники: например, использовал веленевую бумагу, которая наклеивалась на мягкий текстиль с целью изменить движение карандаша. Наряду с пейзажной и портретной живописью и графикой работал в области мелкой пластики. В 1905 году по его моделям на Императорском фарфоровом заводе были отлиты несколько фарфоровых статуэток: «Влюбленные», «На камне», «Дама с маской».
Первая персональная выставка картин, эскизов и рисунков (162 работы) состоялась в Петербурге в 1903 году; в Гамбурге и Берлине в этом же году были показаны 95 произведений. В 1905 году начал сотрудничать в журнале «Золотое руно».
В 1908 году вышло первое издание «Книги маркизы» Ф. Блея. Заказ на изготовление иллюстраций к книге Сомов получил в 1907 году. Сомов делал акцент на утончённое искусство и не признавал грубого. Работы популярного в начале XX века Бориса Григорьева он в одном из личных писем прокомментировал как «… замечательно талантливый но сволочной, глупый, дешёвый порнограф».
С июня 1917 по апрель 1918 года Константин Сомов был художественным консультантом Императорского фарфорового завода. После переименования завода в Государственный фарфоровый завод баллотировался на должность художественного руководителя предприятия, но по количеству голосов проиграл С. В. Чехонину.

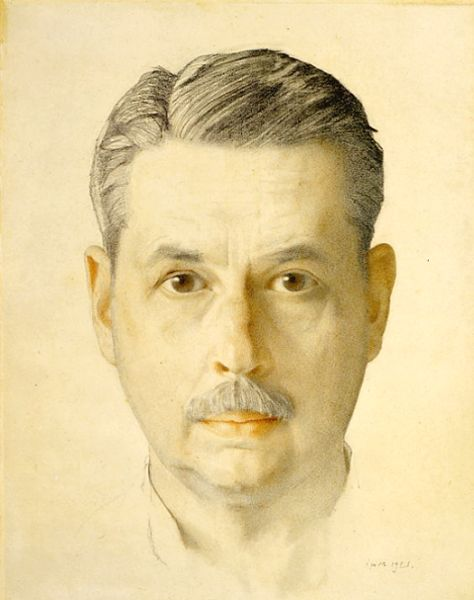
На автопортрете 1921 года

В 1918 году в издательстве Голике и Вильборга (Петроград) вышло наиболее известное и полное издание с эротическими рисунками-иллюстрациями Сомова: «Книга маркизы» («Le livre de la Marquise»), где художник создал не только все элементы оформления книги, но и подобрал тексты на французском языке. Книга вышла ограниченным тиражом в 800 экземпляров. Для друзей художника вышел ещё более небольшой тираж, куда вошли дополнительные иллюстрации и тексты, а также виньетки.
В 1918 году стал профессором Петроградских государственных свободных художественных учебных мастерских; работал в школе Е. Н. Званцевой. В 1919 году состоялась его юбилейная персональная выставка в Третьяковской галерее.
В 1923 году Сомов выехал из России в Америку в качестве уполномоченного «Русской выставки»; в январе 1924 года на выставке в Нью-Йорке Сомов был представлен 38 произведениями. В Россию он не вернулся. С 1925 года жил во Франции; в январе 1928 года приобрёл квартиру на бульваре Эксельманс (фр. Boulevard Exelmans) в Париже.

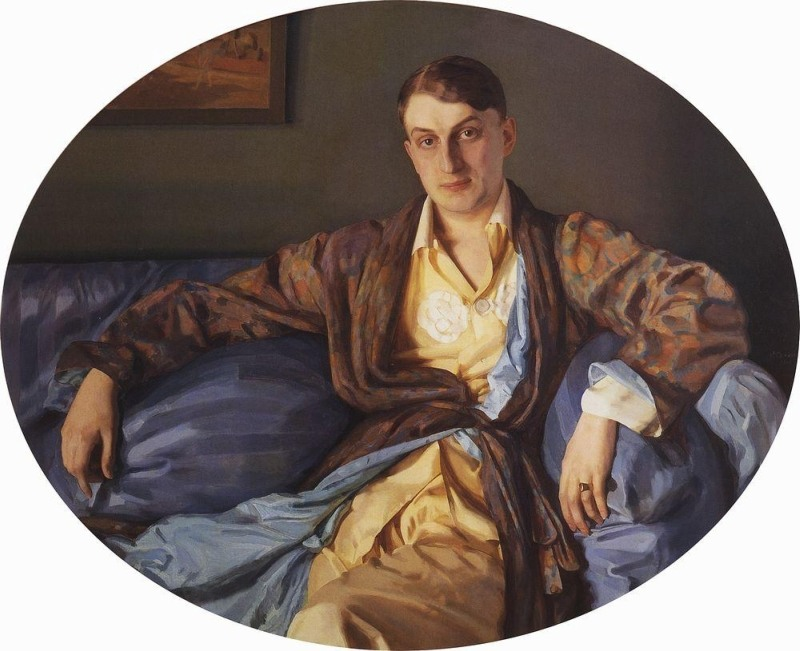
Мефодий Георгиевич Лукьянов (1892—1932)

С 1910 года Сомов жил семейной жизнью со своим возлюбленным Мефодием Георгиевичем Лукьяновым (1892—1932), служившим художнику и постоянной моделью для портретов. В нормандской деревне Гранвилье они приобрели ферму. Во время Первой мировой войны имел двухлетний роман с английским литератором Хью Уолполом. В последнее десятилетие жизни создал много работ гомоэротического содержания.
Для издательства «Трианон» в 1929—1931 годах К. А. Сомов проиллюстрировал «Манон Леско» и «Дафниса и Хлою». Для своего друга (и душеприказчика) Михаила Брайкевича создал в ноябре-декабре 1934 года четыре портрета героини романа «Опасные связи» — это была его последняя работа.
Скоропостижно скончался 6 мая 1939 года в Париже и был похоронен на кладбище Сент-Женевьев-де-Буа.
Картина Сомова «Русская пастораль» (1922) на аукционе «Кристис» была продана 29 ноября 2006 года за рекордную сумму в 2 миллиона 400 тысяч фунтов стерлингов. До этого ни одна картина русского художника не оценивалась столь высоко. Этот рекорд стоимости русской живописи был побит в Лондоне на аукционе «Кристис» в июне 2007 г. — картина Сомова «Радуга» была продана за 3,716 млн фунтов (более $7,327 млн) при стартовой цене 400 тысяч фунтов (около 800 тысяч долларов).
- Дорога в Секерино (1893)
- Август (1885)
- Прогулка после дождя (1896)
- Пастораль (24 августа 1896 года)

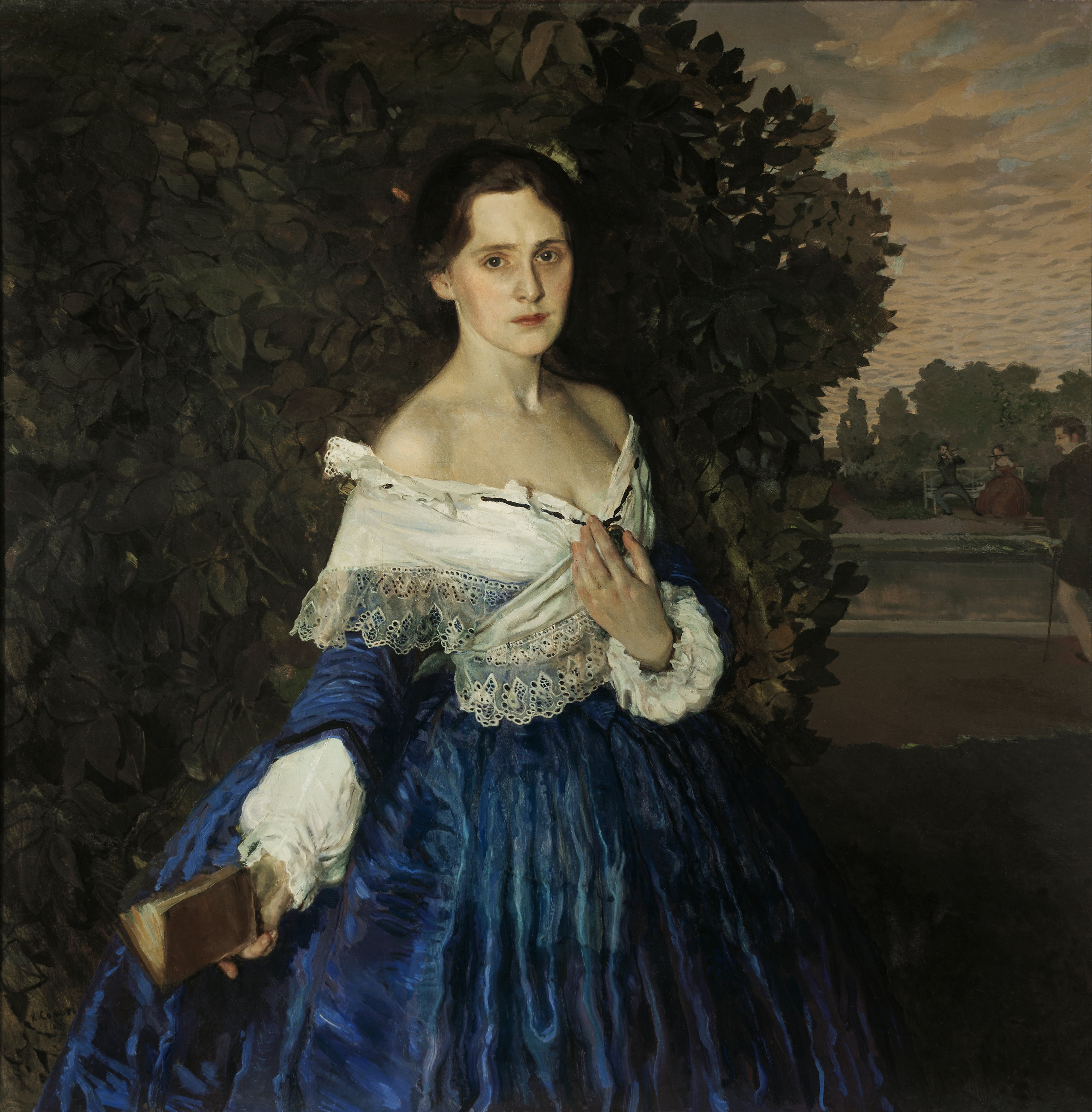
«Дама в голубом» (1897—1900) — одна из самых известных работ Сомова

- Дама в голубом. (Портрет Е.Мартыновой) (1897—1900, ГТГ)
- Портрет отца — искусствоведа А. И. Сомова (1897, ГРМ)
- Заросший пруд (1899)
- Портрет А. П. Остроумовой-Лебедевой (1901, ГРМ)
- Вечер (1902, ГТГ)
- Фейерверк (1904)
- Портрет А. Блока (1907, ГТГ)
- Портрет Е. Лансере (1907, ГТГ)
- Осмеянный поцелуй (1908, ГРМ)
- На даче (1908—1910, ГТГ)
- Спящая молодая женщина (1909, ГТГ)
- Портрет В. Иванова (1909, ГТГ)
- Портрет М. Кузмина (1909, ГТГ)
- Портрет М. Добужинского (1910, ГТГ)
- Портрет Е. П. Носовой (1911, ГТГ)
- Портрет В. Нувеля (1914, ГРМ)
- Язычок Коломбины. (1913—1915)
- Зима. Каток (1915)
- Михайлов Е. С., племянник художника (1916, Музей Ашмола, Оксфорд)
- Две дамы в парке (1919)
- Влюбленные (1920)
- Русская пастораль (1922)
- Портрет Е. К. Сомовой (1924, ГРМ)
- Портрет С. В. Рахманинова (1925, ГРМ)
- Жадная обезьянка (1929)
- Боксёр (1933)
- Отдыхающий юноша (1933)

- Примеры произведений

"Примеры
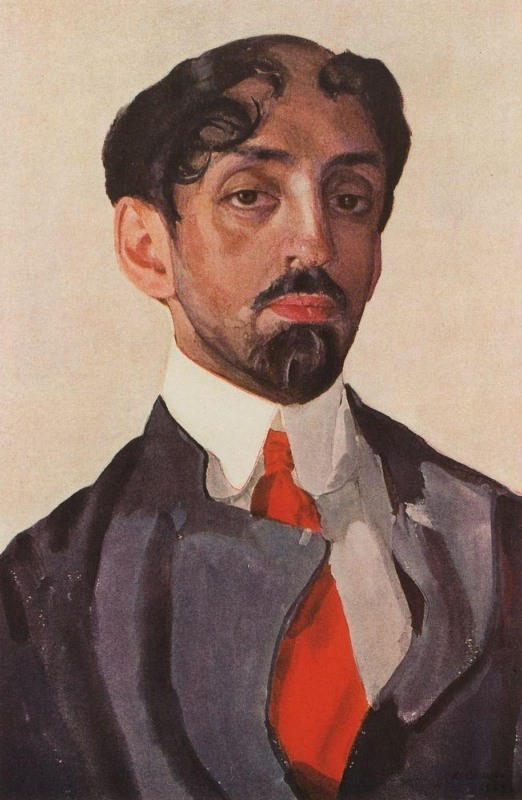
Портрет М. Кузмина
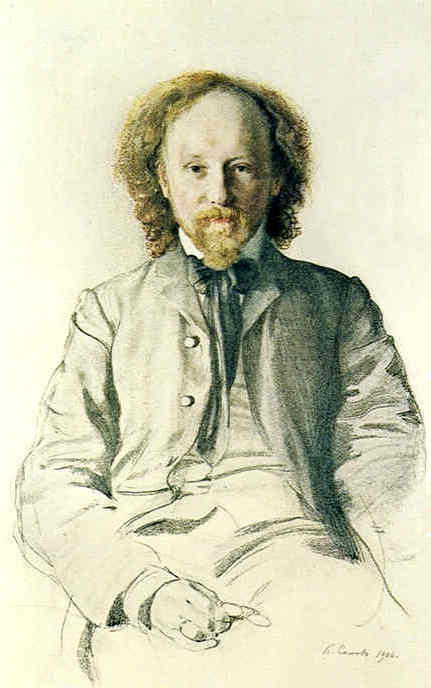
Портрет В. Иванова
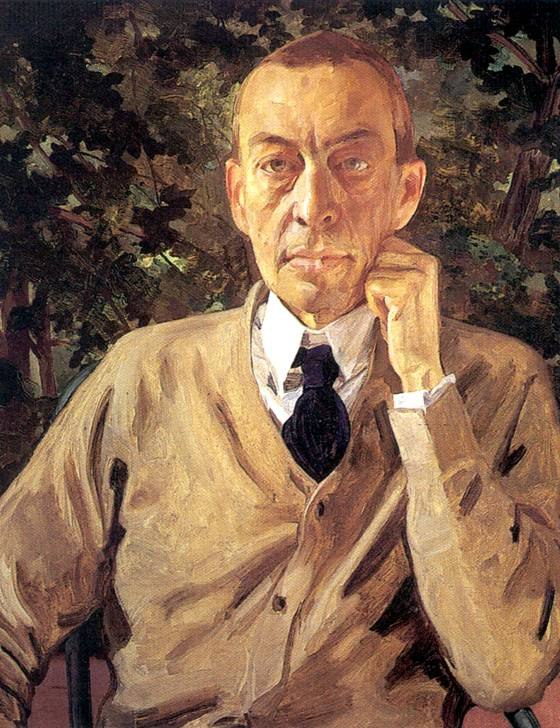
Портрет С. Рахманинова
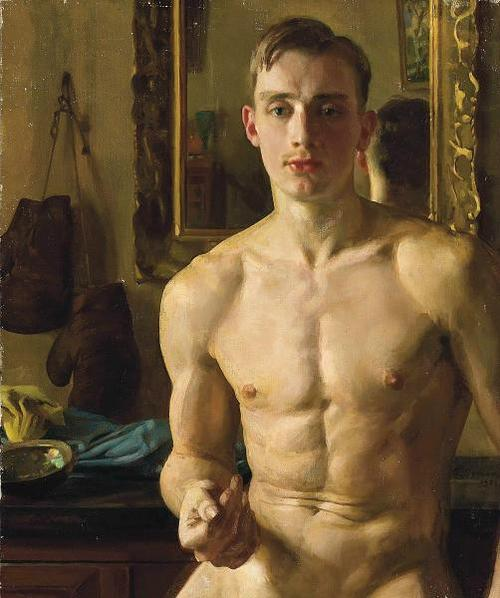
Боксёр
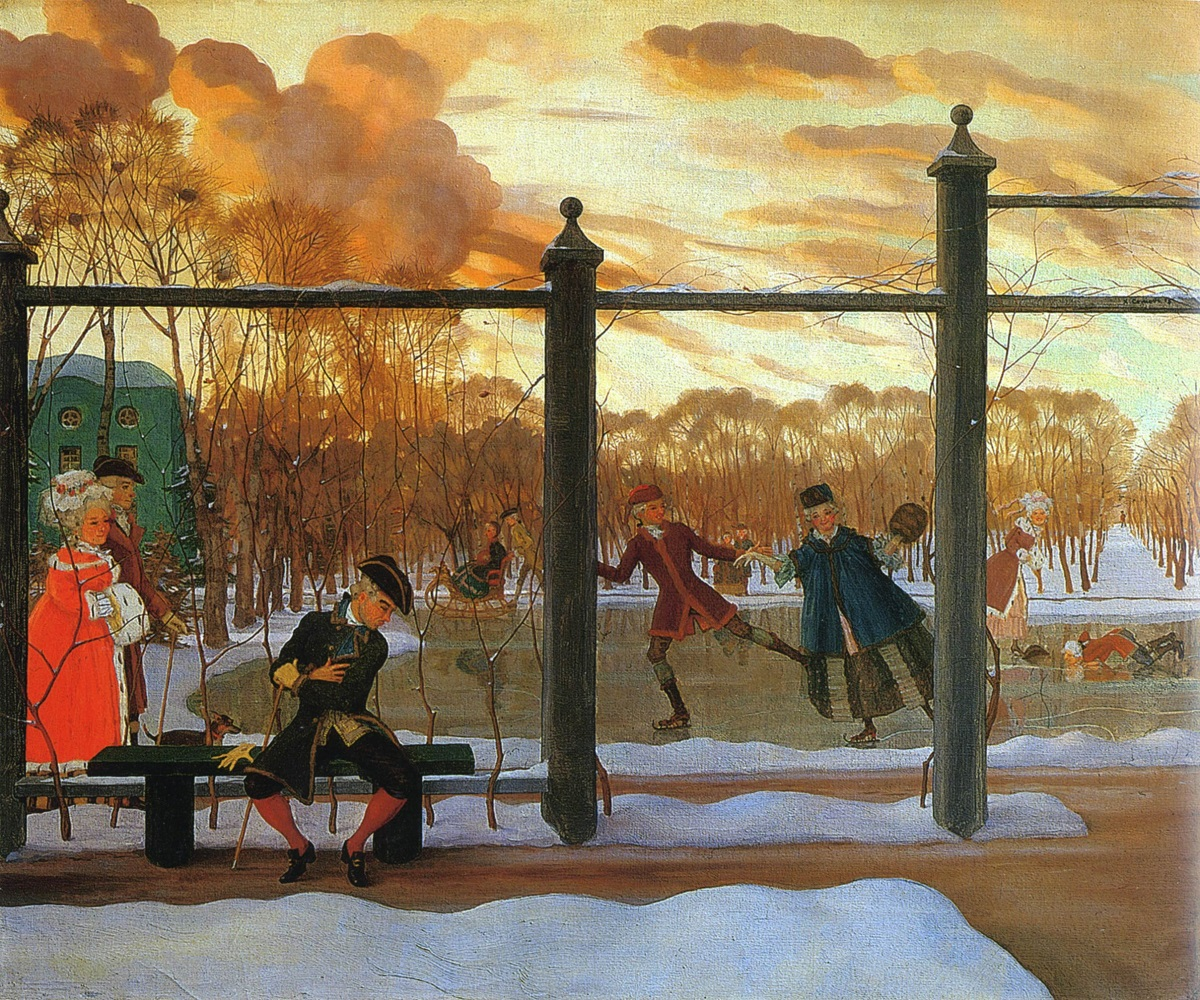
«Зима. Каток» (1915)
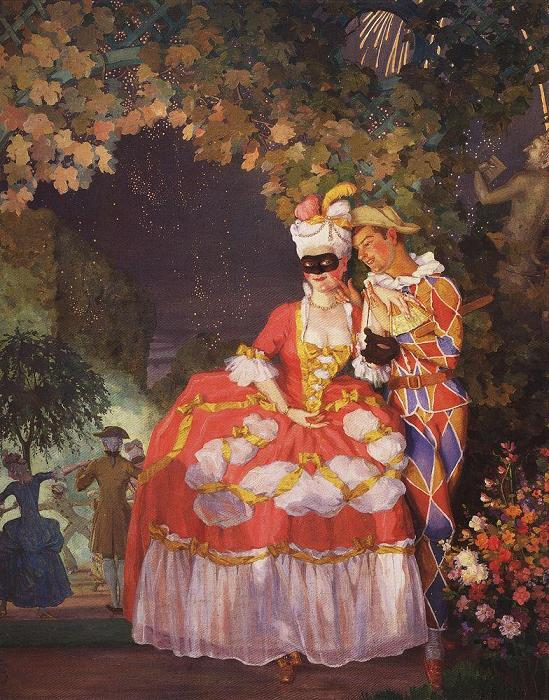
Арлекин и дама
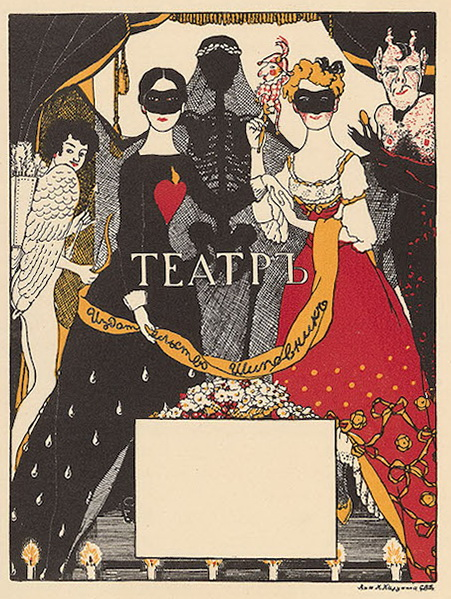
Иллюстрация для книги А. Блока «Театр»
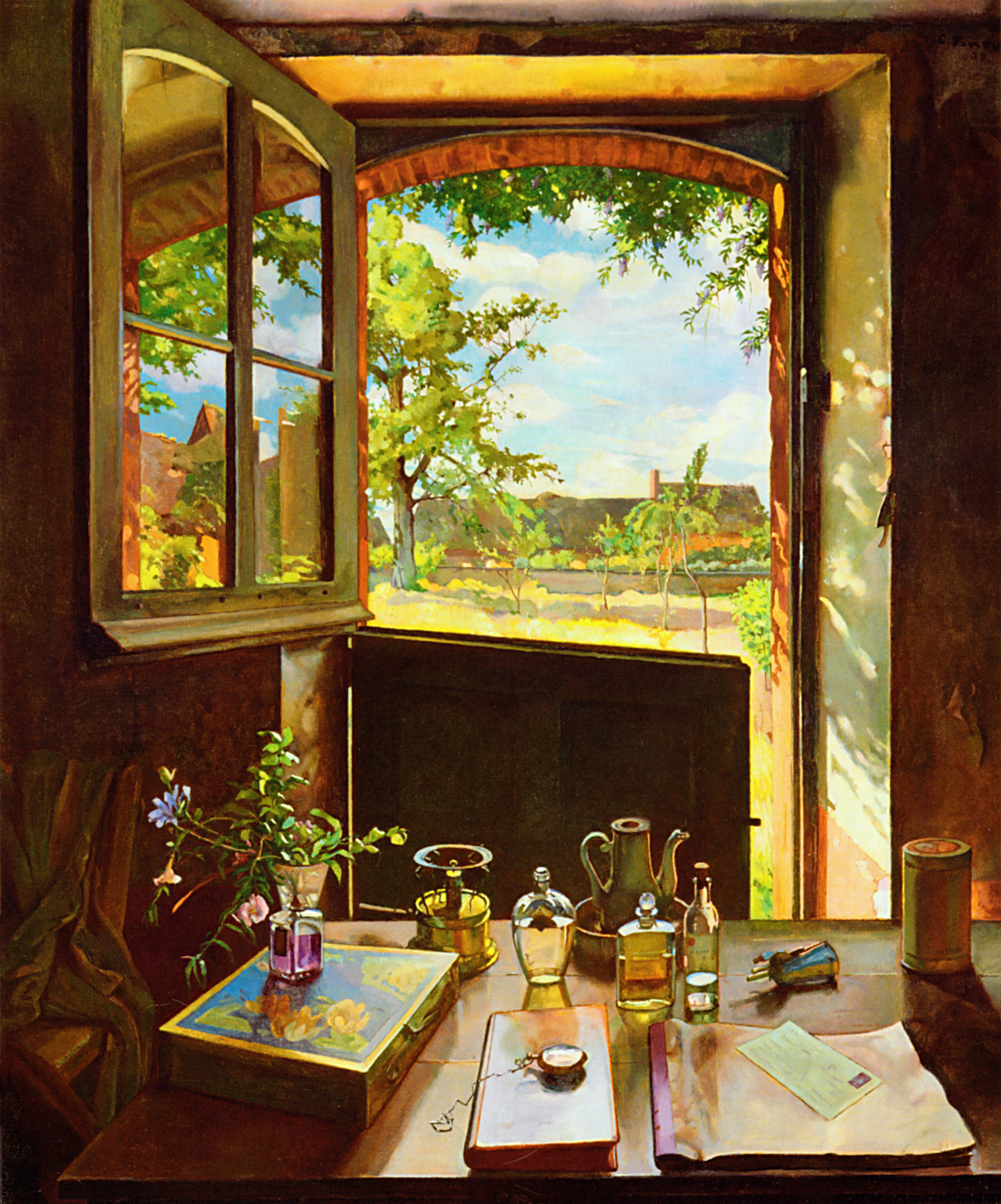
«Дверь в сад» (1934)